# Ischnotoma (Ischnotoma) immaculipennis
Ischnotoma (Ischnotoma) immaculipennis is een tweevleugelige uit de familie langpootmuggen (Tipulidae). De soort komt voor in het Australaziatisch gebied.